# えび☆ステ
えび☆ステは、秋田放送テレビ（ABSテレビ）で、2020年4月3日より毎週金曜日15:50より放送している情報バラエティ番組。

## 概要
秋田放送が、2020年3月23日に秋田市中通（秋田駅前）七丁目へ移転するのにともなって、「エビス堂☆金」をリニューアルする形で放送を開始した。
第1回は「特別版」として、ゴールデンタイムの19:00 -19:56（JST）にも「特別版」として2部構成とした。

## 放送時間
- 2020年4月3日 - 2024年3月29日 金曜 15:50 - 16:50 （JST）
- 2024年4月5日 - 金曜 15:50 - 16:45（JST）

## 出演者
・*は放送期間中、秋田放送アナウンサー
| 出演期間                        | 司会・進行  | 司会・進行  | 出演者                                                |
| ------------------------------- | ----------- | ----------- | ----------------------------------------------------- |
| 2020年 4月 3日- 2021年3月26日   | 廣田裕司*   | 関向良子*   | 酒井茉耶* 渡辺博栄 相場詩織 竹本多佳良* 多可享子      |
| 2021年 4月 2日 - 2022年 3月25日 | 藤田裕太郎* | 関向良子*   | 酒井茉耶* 渡辺博栄 竹本多佳良* 太田英梨花* 多可享子   |
| 2022年 4月 1日 - 2023年 3月24日 | 藤田裕太郎* | 関向良子*   | 酒井茉耶* 竹本多佳良* 門脇光浩 太田英梨花* 多可享子   |
| 2023年 4月 7日 - 2024年3月29日  | 酒井茉耶*   | 関向良子*   | 藤田裕太郎* 門脇光浩 田村誉主在* 太田英梨花* 多可享子 |
| 2024年4月5日 - 2024年9月27日    | 酒井茉耶*   | 柴田光太郎* | 藤田裕太郎* 門脇光浩 田村誉主在* 多可享子             |
| 2024年10月4日 - 2025年3月28日   | 酒井茉耶*   | 柴田光太郎* | 藤田裕太郎* 秋山陽南* 関円花* 門脇光浩 多可享子       |
| 2025年4月4日 -                  | 酒井茉耶*   | 藤田裕太郎* | 関円花* 門脇光浩 小林弥央                             |

## コーナー
まやが向かいまっさかい
『エビス堂☆金』より継続。酒井茉耶が、秋田県内25市町村を街ブラし、そこにいる人たちをインタビューする。
たび☆ステ
「びゅう旅問屋」から引き続き、JR東日本秋田支社が提案する旅の情報等を紹介する。
ちょっと気になるヨン
秋田の気になったお店情報等をヨンチャンが紹介。
あきたNOW!
プロボクサーライセンスもあり現役でもある、田村誉主在アナウンサーが今の秋田について取材。
シェフズレシピ
週替わりでシェフが交代し、さまざまな種類の料理を作るコーナー。
天気予報
秋田出身の渡辺博栄と、秋田放送アナウンサーの天気予報